# Morozzo

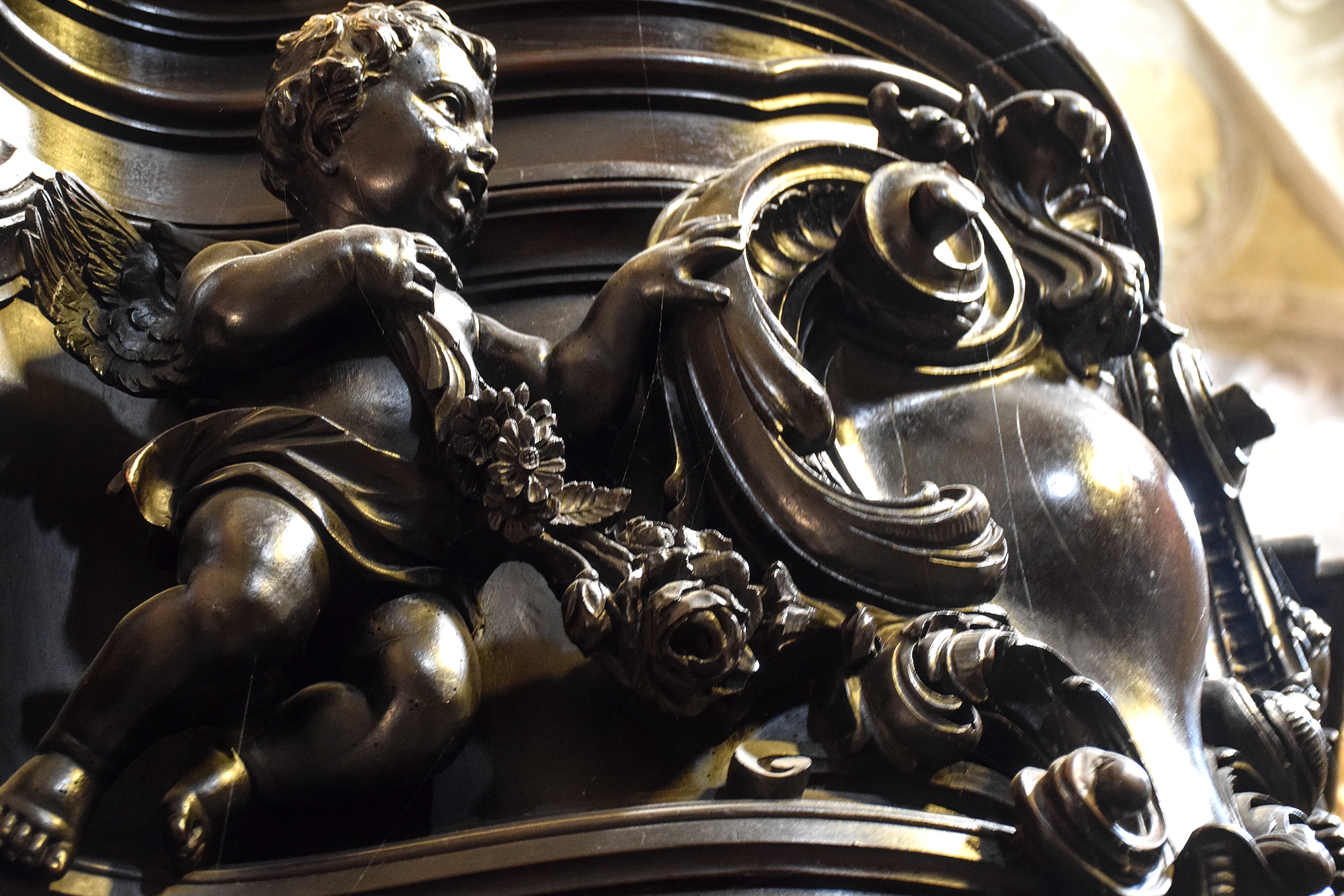
Particolare del pulpito all'interno della Parrocchiale

Morozzo (Moross in piemontese) è un comune italiano di 2 033 abitanti della provincia di Cuneo in Piemonte. Si trova presso la confluenza tra il Pesio e il Brobbio.

## Storia
Le più antiche notizie su Morozzo provengono da alcuni reperti romani custoditi al museo civico di Cuneo, grazie ai quali si ipotizza una fondazione ligure e successivamente romana. Il paese sorse su un bricchetto (piccola collina) sulle rive del torrente Brobbio e in epoca romana fu sede di un fortilizio; nei secoli medievali divenne centro nevralgico del potere che Morozzo esercitava sul suo contado, esteso dalle Frabose (i centri abitati di Frabosa Soprana e Frabosa Sottana) fino al fiume Stura di Demonte. Nel 1200 iniziò per Morozzo una lunga serie di lotte con le nascenti città di Cuneo e Mondovì in quanto alleata con il potente vescovo d'Asti. Morozzo subì successivamente il dominio degli Angiò e successivamente entrò nell'orbita dei Savoia. Morozzo cambiò diverse volte nome: dall'antico nome di Antibo a Morotio e a Moroty durante Napoleone, oggi si suppone che il nome Morozzo le fosse stato attribuito durante le invasioni saracene.

### Medioevo
Nel Medioevo si ha notizia di alcune tracce genealogiche dei primi Signori di Morozzo, che discendevano dagli Alinei, casata franca di nazione e legge salica. Gli Alinei avevano come capostipite Alineo I figlio di Robaldo I originario del nord della Neustria, che dall'843  fu Cavaliere di Carlo il Calvo. Alineo I già Vassallo nella Neustria francese di Ruggero e Arduino, venne in Piemonte verso il 900 in compagnia dei due fratelli Arduinici. Elencando alcuni degli innumerevoli discendenti di Alineo I, che diedero origine ad uno, dei tanti rami dei Signori di Morozzo, abbiamo: Alineo I che generò Robaldo II, il quale ebbe due figli, Alineo II ed Anselmo, da Alineo II nacque Robaldo III, che insieme ai suoi figli Alberto e Bosone furono Signori di Morozzo, Bosone generò Wido o Guido, dal quale nacque Amedeo detto il Pulisello e di Ardizzone. Tutti furono Signori di Morozzo, proprietari di castelli, ville e vasti territori, ed ebbero numerosa discendenza, dando origine a varie nobili famiglie sia in Morozzo che nel cuneese.

### Simboli
Lo stemma e il gonfalone sono stati concessi con DPR del 27 luglio 1987.
Nello stemma sono rappresentate su sfondo azzurro due spade d'argento in decusse, accompagnate nel cantone destro del capo da uno scudetto di rosso, alla croce d'argento, attraversata in punta dalla montagna di tre cime fondata in punta, di verde (stemma di Mondovì).
Il gonfalone è un drappo rettangolare di rosso.

## Monumenti e luoghi d'interesse

### Architetture religiose

#### Santuario del Bricchetto
Piccolo santuario affacciato sul torrente Brobbio in una posizione panoramica. La piccola chiesa è ciò che resta della più grande chiesa del castello ivi presente nel medioevo. Nel 1491 fu affrescata da un noto pittore locale tal Giovanni Mazzucco che dotò la chiesa di un ben conservato ciclo pittorico sulla vita della Madonna. Nel XIX la piccola cappella è stata ingrandita e nel 1903 è stata dichiarata santuario. 
Nelle cripte si trovano le tombe dei marchesi di Pamparato proprietari del castello poco distante.

#### Cappella di Santo Stefano
Posta poco fuori dall'abitato, questa cappella conserva un ciclo pittorico risalente al XV secolo coperto dalla calce utilizzata come disinfettante dopo che la chiesa fu usata come lazzaretto.

#### Conventi
Morozzo era circondata da quattro conventi: il priorato di San Biagio e il convento femminile di Pogliola (non più esistente) ricadono nel comune di Mondovì mentre quello di San Quirico (Rocca de' Baldi) e l'odierna cascina Fabbrica sono diventate aziende agricole.

#### Cappella di San Grato
Piccola cappella verso Borgo Rosso chiusa da decenni al culto.

#### Chiesa di San Rocco
Confraternita costruita nel XIX secolo era la sede delle corporazioni religiose sciolte negli verso le metà del secolo scorso, dopo decenni di abbandono viene ora usata sia per il culto che per eventi pubblici.

### Architetture civili

#### Castello dei marchesi Cordero di Pamparato
Residenza di campagna dei marchesi Cordero è un esempio di villa di campagna del XVIII secolo caratterizzata dalla sua maestosità e dalle linee severe e tonalità rosso cupo. Dopo decenni di completo abbandono, dal 2010 sono iniziati i lavori di restauro che lo hanno portato alla forma originale.

#### Palazzo Cordero di Montezemolo
Esempio di barocco piemontese sito nel centro del paese oggi è di proprietà privata e quindi non visibile al pubblico. Conserva un oratorio seicentesco dedicato a San Gregorio.

#### Torre di avvistamento
Situata verso Riforano è definita dai morozzesi la turota e si presuppone sia medioevale.

## Società

### Evoluzione demografica
Abitanti censiti

### Etnie e minoranze straniere
Secondo i dati Istat al 31 dicembre 2017, i cittadini stranieri residenti a Morozzo sono 156, così suddivisi per nazionalità, elencando per le presenze più significative:
1. Romania, 65
2. Albania, 32
3. Marocco, 29

## Cultura

### Cucina
La fiera del cappone si svolge a metà dicembre e ha radici lontane: la prima edizione risale al periodo successivo alla prima guerra mondiale. Il cappone è stato riconosciuto come primo presidio di Slow Food nel 1999. Le attuali normative prevedono l'allevamento a terra in libertà o in recinti con almeno 5 metri quadrati a disposizione per capo, l'alimentazione con soli prodotti vegetali e vietano la rimozione di cresta a bargigli durante la castrazione dell'animale. Vengono utilizzate razze avicole locali e, in particolare, la Bionda piemontese.

## Infrastrutture e trasporti
Nel Comune di Morozzo transita la linea 11 Cuneo-Morozzo della conurbazione di Cuneo, che collega il comune alla città di Cuneo, così da permettere ai cittadini l'accesso ai collegamenti offerti dal trasporto pubblico extraurbano e alla stazione ferroviaria di Cuneo, visto che il comune in questione non è servito da trasporto su rotaia.

## Amministrazione
Di seguito è presentata una tabella relativa alle amministrazioni che si sono succedute in questo comune.
| Periodo        | Periodo         | Primo cittadino        | Partito                          | Carica  | Note   |
| -------------- | --------------- | ---------------------- | -------------------------------- | ------- | ------ |
| 9 luglio 1985  | 10 giugno 1990  | Aldo Rossi             | Democrazia Cristiana             | Sindaco | [ 10 ] |
| 10 giugno 1990 | 24 aprile 1995  | Aldo Rossi             | Democrazia Cristiana             | Sindaco | [ 10 ] |
| 24 aprile 1995 | 14 giugno 1999  | Aldo Rossi             | lista civica                     | Sindaco | [ 10 ] |
| 14 giugno 1999 | 15 gennaio 2000 | Aldo Rossi             | lista civica                     | Sindaco | [ 10 ] |
| 17 aprile 2000 | 5 aprile 2005   | Valter Tomatis         | lista civica                     | Sindaco | [ 10 ] |
| 5 aprile 2005  | 30 marzo 2010   | Valter Tomatis         | lista civica                     | Sindaco | [ 10 ] |
| 30 marzo 2010  | 1º giugno 2015  | Piero Vittorio Rossaro | lista civica                     | Sindaco | [ 10 ] |
| 1º giugno 2015 | 8 luglio 2024   | Mauro Fissore          | lista civica: ascolto e servizio | Sindaco | [ 10 ] |